# Абенберг
Абенберг (нем. Abenberg) — город в Германии, в земле Бавария.
Подчинён административному округу Средняя Франкония. Входит в состав района Рот.  Население составляет 5458 человек (на 31 декабря 2010 года). Занимает площадь 48,39 км². Официальный код — 09 5 76 111. Город подразделяется на 7 городских районов.
Впервые упоминается в 1171 году.
К достопримечательностям относятся средневековый замок, в котором расположен музей, монастырь Мариенбург, ратуша (1732-1744).

## Население
По оценке на 31 декабря 2015 года население общины Абенберг составляет 5541 чел. 

| Дата      | 1840 | 1871 | 1900 | 1925 | 1939 | 1950 | 1961 | 1970 | 1987 | 2011 |
| --------- | ---- | ---- | ---- | ---- | ---- | ---- | ---- | ---- | ---- | ---- |
| Население | 2525 | 2915 | 2980 | 3319 | 3239 | 4345 | 4180 | 4663 | 4619 | 5413 |

| Год       | 1960 | 1970 | 1980 | 1990 | 2000 | 2009 | 2010 | 2011 | 2012 | 2013 | 2014 | 2015 |
| --------- | ---- | ---- | ---- | ---- | ---- | ---- | ---- | ---- | ---- | ---- | ---- | ---- |
| Население | 4179 | 4675 | 4674 | 4728 | 5493 | 5471 | 5458 | 5446 | 5454 | 5445 | 5492 | 5541 |